# Emily Nagoski
Emily Nagoski, född 1977, är en amerikansk sexualupplysare och sexolog. Hon är främst känd för sin bok Come as You Are ('Kom som du är').
Nagoski är för närvarande (2022) chef för hälsovårdsundervisningen vid Smith College, där hon leder kurser omkring kvinnlig sexualitet.

## Biografi
Nagoski studerade psykologi vid University of Delaware, inom med specialinriktning på kognitionsvetenskap och filosofi. 2006 tog hon fil.dr.-examen i Health Behaviour vid Indiana University, där hon tidigare tagit sin Master of science-examen. 1995 började hon arbeta som sexualupplysare vid University of Delaware, vilket ledde till en åtta år lång anställning som chef för hälsoutbildningen vid Smith College i Northampton.

### Come as You Are
Nagoskis första bok var 2015 års Come as You Are, en bok omkring kvinnlig sexualitet som låg länge på The New York Times bästsäljarlista. I Come as You Are diskuterar Nagoski bland annat skillnaden mellan "spontan" och "responsiv" sexuell lust; hon bedömer att endast 15 procent av kvinnor erfar den förstnämnda.
Nagoski diskuterar även non-konkordansen vad gäller sexuell upphetsning (arousal non-concordance). Baserat på experiment på svar på sexuella stimuli uppskattar hon att det hos män finns en 50-procentig överlappning mellan fysisk och mental upphetsning, medan motsvarande är 10 procent hos kvinnor.
2021 kom en omarbetad nyutgåva av boken, baserad på nyare forskning och förtydliganden omkring skillnaden mellan upphetsning, njutning, lust och samtycke. Boken hade två år tidigare kompletterats av The Come as You Are Workbook: A Practical Guide to the Science of Sex.

### Burnout
2019/2020 författade Nagoski och hennes tvillingsyster Amelia boken Burnout ('utbrändhet'), omkring orsakerna till och hanteringen av stress. Diskussionen inkluderar här även strukturella faktorer som särskilt drabbar kvinnor. Även denna bok nådde högt på The New York Times bästsäljarlista.
Författarparet kontrasterade i boken de relativt kortvariga följderna av stress under evolutionen, jämfört med den moderna världens stressfaktorer; de sistnämnda löses ofta inte lika lätt. De diskuterar formerna av tillgivenhet och fysiska aktiviteter som hjälper till att komplettera vad de kallar "stresscykeln".

### Övrigt
Nagoski skriver artiklar för olika tidningar och tidskrifter – inklusive The New York Times – och har talat vid flera TED-konferenser. Hon har intervjuats för bland annat Chicago Tribune, i Netflix-dokumentärserien [Un]Well och i Tyskland för bland andra Süddeutsche Zeitung och Südkurier. Hennes båda böcker har översatts till tyska.
2022 syntes hon i den tredelade dokumentärserien The Principles of Pleasure på Netflix. Avsnitten fokuserar sig på våra kroppar, sinnen respektive relationer och utgår från frågorna kring den kvinnliga njutningen.